# Anđelko Đuričić
Anđelko Đuričić (Servisch: Анђелко Ђуричић) (Pančevo, 21 november 1980) is een Servisch voormalig voetballer die speelde als doelman.

## Carrière
Đuričić maakte zijn debuut voor Dinamo Pančevo en speelde er van 2000 tot 2002. Vanaf 2002 tot 2009 speelde hij voor Hajduk Kula en daarna voor het Portugese União Leiria, Al-Ittihad en FK Donji Srem.
In 2013 speelde hij kort voor FK Borac Čačak en maakte de overstap naar FK Jagodina. Zijn carrière sloot hij af bij het Maltese Mosta FC waar hij geen wedstrijden meer speelde.
Hij speelde vier interlands voor Servië en speelde op het WK voetbal 2010.
1 Stojković ·
2 Rukavina ·
3 Kolarov ·
4 Kačar ·
5 Vidić ·
6 Ivanović ·
7 Tošić ·
8 Lazović ·
9 Pantelić ·
10 Stanković  ·
11 Milijaš ·
12 Isailović ·
13 Luković ·
14 Jovanović ·
15 Žigić ·
16 Obradović ·
17 Krasić ·
18 Ninković ·
19 Petrović ·
20 Subotić ·
21 Mrđa ·
22 Kuzmanović ·
23 Đuričić ·
Coach: Antić